# Lixophaga croesus
Lixophaga croesus là một loài ruồi trong họ Tachinidae.